# Mars 1777
Cette page présente les faits marquants du mois de mars 1777.

## Événements
- 4 mars :
  - le Congrès continental se réunit à l'"Independence Hall" à Philadelphie en Pennsylvanie. C'est donc la capitale jusqu'au 18 septembre 1777.
  - Disgrâce du marquis de Pombal au Portugal. « Viradeira » (revirement)[1]. Les procès de 1758 et 1759 sont annulés. Des centaines d’ecclésiastiques, accusés de s’opposer à la toute-puissance de l’État, sortent des geôles (il en aurait fait emprisonner plus de 2000).
  - Şahin Giray est proclamé Khan de Crimée avec le soutien de la Russie[2].

- 27 mars (16 mars du calendrier julien) : renouvellement pour huit ans de l'alliance de 1764 entre la Russie et la Prusse ; Catherine refuse de renouveler l'alliance en 1781[3].

## Naissances
- 3 mars : Friedrich Matthäi, peintre allemand († 9 novembre 1815).
- 30 mars : Heinrich Rudolph Schinz (mort en 1861), médecin et zoologiste suisse.
- 31 mars :
  - Charles Cagniard de Latour (mort en 1859), ingénieur et physicien français.
  - Louis Cordier († 1861), géologue français.

## Décès
- 20 mars : Jean-François-Joseph de Rochechouart, cardinal français, évêque de Laon (° 28 janvier 1708).